# G-SHOCK
G-SHOCK(일본어 : ジ-ショック)은 카시오(영어 : CASIO)에서 제조하는 시계 브랜드로, 기계적인 충격과 진동에 강하게 설계되었다. Gravitational Shock의 준말이며 주로 스포츠, 군사 및 야외 활동을 위해 설계되었다. 
대부분의 모델이 디지털이거나 아날로그와 디지털의 조합이고 스톱워치, 타이머, 전자 발광 백라이트, 방수 기능을 갖추고 있으며, 최신 고급 모델의 경우 GPS, 나침반, 멀티 밴드 6(Multi-Band 6)으로 알려진 시간 무선 제어 기능을 지원한다.

## 역사

### 출시 이전

#### 일화
이베 키쿠오(이하 이베, 영어 : Kikuo Ibe, 한자 : 伊部菊雄)는 1976년부터 카시오의 엔지니어로 일했고, 아버지께서 고등학교 입학 선물로 주신 시계를 소중히 했다. 어느 날 직장에서 다른 사람과 부딪히는 바람에 시계가 바닥에 떨어져 깨졌다.  
이를 계기로, 상부에 기획서를 제출해야 해서 '떨어뜨려도 고장나지 않는 시계(落としても壊れない丈夫な時計)' 딱 한 줄만 쓰고 나머지 칸은 공백으로 두었다. 이 기획서가 결국 승인되어 개발을 시작하게 되었다.

#### 개발 과정
이베는 G-SHOCK의 세 가지 조건, 충격 흡수의 3원칙으로 10m 높이에서 떨어뜨려도 이상이 없고 10 bar의 수압을 견디며 10년에 달하는 배터리 수명을 설정했고, 그러한 의미에서 '트리플 10'이라는 프로젝트가 진행되었다. 실험실이 따로 없어서 10m 정도의 하무라 R&D 센터 3층 화장실에서 낙하 실험을 했다.  
초기에는 시계 전체에 부드럽고 유연한 물질을 덮어서 충격을 완화하려는 생각을 했다. 고무로 외부를 감싸서 충격 흡수를 의도했지만 제대로 효과를 보기 위해선 크기가 커져야 했기에 시계가 야구공처럼 되고 말았다.  
이후 5단계에 걸친 충격 흡수 구조(Case cover, Metal case, Rubber guard ring, Metal guard ring, Rubber protectors)를 고안해서 핵심 부품들을 강화함과 동시에 시계의 크기를 획기적으로 줄였다. 그러나 낙하 실험에서 한 전자 부품이 고장났고, 계속 하나를 강화하면 다른 하나가 고장나버리는 악순환 문제에 부딪혔다. 
당시 카시오의 기획 담당이었던 마스다 유이치(영어 : Yuichi Masuda)는 혼자 고군분투하던 이베에게 관심을 보였고 디자이너 니카이도 타카시(영어 : Takashi Nikaido)와 함께 프로젝트 팀 'Tough'를 결성했다. 브랜드명으로 'G-SHOCK'이 확정되었고 여전히 해결책을 못 찾는 도중에 시장 출시일까지 결정되어 이에 임박했다. 
어느 날, 점심 시간에 공원에서 아이들이 고무공을 가지고 노는 모습이 눈에 들어왔고, 고무공의 중앙부는 충격의 영향을 받기 힘들다는 데에서 영감을 찾았다. 그렇게 5단계의 충격 흡수와 더불어, 모듈을 본체와 작은 점 몇 개로 연결하고 빈 내부 공간에 뜨게 두어서 완성시켰다. 2년의 개발 기간과 200개가 넘는 프로토타입을 거치고 1983년 4월 첫 G-SHOCK 모델 DW-5000C-1A가 출시되었다.

### 출시 이후

#### 미국에서의 성공
일본 발매 후 미국에서도 발매가 되었다. 1984년 미국에서 시계를 아이스하키 스틱으로 쳐도 괜찮다는 광고가 나갔고 이는 과대 광고 논란을 불러왔다. 미국의 한 인기 방송에서 시계를 실제로 아이스하키 스틱으로 치는 실험을 해보았고 결과는 괜찮았다. 큰 트럭으로 밟고 지나가는 실험에서도 끄떡 없는 결과를 보여줬고 이렇게 방송을 타며 홍보가 되었다. 원래 시계가 깨지는 일이 많았던 경찰이나 소방관처럼 실외에서 일하는 사람들, 스케이트보더나 서퍼처럼 야외 스포츠를 즐기는 사람들로부터 선풍적인 관심을 얻었다. 지샥은 10여 년 동안 일본에서 반응이 없었지만 미국에서의 성공 덕분에 1990년대 들어 스트리트 패션이 유행하기 시작한 일본에서도 성공을 보았다. 마스다 유이치는 2019년 <뉴욕 타임스>와의 인터뷰에서 "G-SHOCK은 미국에서 태어난 시계"라고 말할 정도였다.
1990년에 약 1만 개, 1995년에 70만 개를 출하했다. 1997년은 1000만 개를 출하해 급격한 폭으로 성장했고 한 해 동안 600만 개의 판매량을 달성하며 최고의 매출을 찍었다.

#### 슬럼프와 극복
비교적 큰 크기 같이 공학적 요소인 G-SHOCK의 기술이 디자인으로 받아들여지고 유행의 김이 빠지면서 그 다음 해부턴 매출이 떨어졌다. 한때 카시오의 시계 매출의 약 50%를 차지했던 G-SHOCK은 30% 미만으로 떨어졌고 판매량이 2009년 무렵 절반이 되었다. 1990년대 후반엔 타 브랜드나 회사 간의 협업 전략은 이미 겪었고 더 이상의 협업은 재고를 만들기만 했다.
디지털 시계로 업계에 진입한 G-SHOCK은 강한 디지털 시계였지만 아날로그 무브먼트 노하우가 부족했다. 유행 대신 충성 고객을 확보할 수 있는 고성능 아날로그 시계를 만들기로 하며 기성 시계의 완성도를 높여 고객층을 넓히는 데에 도전했다. 원칙을 준수한 채 강력한 브랜드 이미지를 형성해서 다른 명품 시계와 차별화했다.
2010년에 5000만 개를 출하했고 2017년 9월에 1억 개 출하를 달성했다. 2016년 판매량은 850만개로 1997년의 기록을 19년 만에 뛰어넘었다. 그 사이 카시오 매출에서 시계가 차지하는 비중은 다시 55%까지 높아졌다. 2017년 10월 30일 DW-5600E-1 위에 24.97톤 트럭이 밟고 지나가는 실험으로 기네스북 등재 심사를 했고 그 결과 고장 없이 잘 작동하여 'Heaviest vehicle to drive over a watch'라는 타이틀로 기네스북에 등재되었다.

## 경영 철학

### Absolute
정확도와 디자인, 시계 제조의 두 가지 핵심 요소에 관해 상상력의 한계를 생각하고 G-SHOCK의 기술이 극복할 수 있는 새로운 장애물에 도전한다. 더 나아가는 시계의 진화를 위해 충분한 시야를 가진다.

### Evolutionary
끊임없는 정확도 추구는 다음 기술로부터 확장된다.

#### 기술
- GPS Hybrid Wave-Ceptor

세계 6대 지상파 송출국으로부터 지상파 전파를 수신하는 것 외에 세계 어디서나 버튼을 누르면 GPS에서 위치 정보와 시간 정보를 얻을 수 있고 현재 위치에서 정확한 시간을 얻을 수 있다.
시계의 실용성은 무선 제어 시계의 신뢰할 수 있는 실내 시간 보정 신호 수신을 유지하면서 전 지구를 아우르는 수준으로 발전했다. 독자적인 하이브리드 기술(GPS + Multi Band 6)은 사용자의 위치에 상관없이 정확한 시간 수신을 가능하게 한다.
- Smartphone Link

블루투스® SMART 호환 아날로그 시계의 경우 사용자의 스마트폰과 연결할 수 있는 시간 정보를 바탕으로 세계 어디서나 정확한 시간을 설정할 수 있다. 전 세계 300개 이상의 도시에서 현재 시간을 맞추는 이 기술은 고성능을 실용적인 유용성으로 확장하고 오늘날 디지털 라이프에 딱 맞는 다용도 시계로 만들었다.
- Multi Band 6

세계 6대 지상파 송출국에서 지상파를 수신하고 일본, 북미, 영국, 유럽 및 중국에서 자동으로 시간을 보정할 수 있다. 건물로 둘러싸여도도 수신이 가능하고, 시간을 정확하게 유지하기 위해 야간에도 신호를 수신하며, 평상 시 전력 소비량보다 적은 전력으로도 수신이 가능하다.
- World Time

듀얼 다이얼 월드 타임(Dual Dial World Time)은 동시에 두 도시의 시간을 표시하는 것이다. 멀티모터 드라이브 기술이 메인 다이얼(Main Dial)과 인셋 다이얼(Inset Dial)을 독립적으로 제어한다.
- Tough Movement

슬림한 움직임으로 무선 제어, 태양광으로 작동하는 아날로그 시계의 신뢰성을 더욱 높였다.
- Tough Solar

태양광 충전 시스템은 태양 전지판이 햇빛뿐만 아니라 형광등과 다른 광원에서 나오는 빛도 전력으로 전환시킨다.
- Smart Access

다기능성과 단순한 조작 및 디스플레이 전환의 결합이다.
- Triple G Resist

G-SHOCK의 구조는 낙하 충격과 원심 중력 및 진동에 강하다. G-SHOCK 중력 마스터(Gravitymaster)의 원심 중력 저항 사양은 항공기 장비에 대한 연속 가속도 시험 표준(ISO 2669)에 의해 조종석 계측기에 필요한 최대 수준인 15G를 크게 초과한다. 1/100초 스톱워치 및 기타 기능은 강한 중력이 있는 에어레이싱과 같은 조건에서도 정상적으로 작동한다.
- Shock Resist

케이스 내부의 일부 지점에서 모듈을 지지하여 외부 충격의 힘을 줄였다. 시계 케이스와 베젤에 적용된 돌출 형태는 모든 방향에서 낙하로 인한 충격을 보호한다.
- Triple Sensor, Ver.3

방향, 기압/고도 및 온도 측정을 위한 세 가지 미니 센서가 있고 2013년 3세대로 도약했다.

### Distinctive
과거부터 이어져 내려오는 장인정신을 계속 기리며 혁신을 수용함과 동시에 전통적인 장인의 태도를 가진다. 전통을 시계에 넣는 그 아름다움은 아무리 진보된 기술이라도 얻을 수 없다.

## 현재 제품
현재 시계 줄에는 원자시계 동기화 및 태양 전지가 포함된다. Cockpit 시리즈는 니스모 레이싱의 타임키퍼이다. 많은 새로운 모델들은 금속(스틸 또는 티타늄) 밴딩과 아날로그 시계 기능이 있다. DW는 표준 G-Shock이고 GW G-SHOCK은 Tough Solar, Atomic 또는 두 기능 모두 들어가 있는 모델이다. 일 년에 두 번 기본 모델이 업데이트된다. 새로운 한정 모델은 연중에 계속해서 도입된다. 스와치와 마찬가지로 G-SHOCK은 수집 항목이 되었다. 카시오는 A Bathing Ape(Bape), Stussy, Xlarge, KIKS TYO, Nano Universe, Levi 's, Lifted Research Group, 코카콜라, The Geneva Skateboard Museum / Pulp68 보관됨 2021-04-20 - 웨이백 머신, Lucky Strike, Malboro와 같이 인기 있는 브랜드와 협력 모델도 생산한다. DW-5600C, DW-5600E, DW-5900, DW-6600, DW-6900은 NASA의 우주여행에 대한 적합 판정을 받았다. 카시오는 DW-5600E 모듈을 업데이트하여 일반적인 1545 모듈을 모듈 번호 3229(2010년)로 대체했다. 2012년에 카시오는 블루투스 기능이 있는 GB-6900을 출시했다. 단 하나의 CR2032 배터리로 2년의 배터리 수명을 보장했다. 카시오는 G-Shock 시계에 새로운 기능을 계속 추가한다. GW-9400 Rangeman 및 GWN-1000 Gulfmaster 모델에는 디지털 나침반, 온도계 및 기압계, 고도계가 있는 3중 센서가 있다. MTG-S1000, GW-A1000 및 GPW-1000은 충격, 원심 중력 및 진동에 대한 내성을 포함하는 Triple G Resist 기능을 가지고 있다. 2014년 카시오는 GPW-1000 Gravitymaster에 GPS Hybrid Wave Ceptor 기능을 도입하여 시계가 GPS 신호를 통해 시간을 동기화하고 시간대를 자동으로 조정할 수 있도록 했다.

## 모델 목록

### 마스터 오브 G
- Frogman
- Gulfman
- Mudman
- Riseman
- Rangeman

### G-라이드 서핑 에디션
이 모델은 1996년에 출시되었으며 서핑 시장을 위해 특별히 제작되었다. 이 모델들은 카운트 다운 타이머가 있는 최초의 G-Shock 시계였다. 이 모델의 카운트 다운 타이머는 서핑 경기를 위해 카운트 다운하도록 설계되었으며 이후 모델 중 일부는 요트 타이머, 달 및 조류 그래프를 가지고 있으므로 서퍼는 물에서 경쟁하면서 진행 상황을 추적 할 수 있었다. 이 모델 중 많은 모델에는 한 쌍의 스트랩 어댑터와 단일 일체형 수지 또는 나일론 밴드가 장착되었다. 이러한 스타일의 밴드는 일본 국내 시장에서 "크로스 밴드" 라고도 한다. 이 모델의 수지 밴드는 밴드를 통해 열린 틈이나 슬릿이 있다. 카시오는 배수 슬릿 (drainage slits)이라고 부른다. 이 아이디어는 서핑 할 때 물이 아무런 문제없이 배출되게 하는 것이다. 이 시리즈 모델의 대부분은 반투명 밴드가 있다. 이 모델은 일본 국내 시장에서 X-Treme으로 브랜드화되었다.

### 한정판 모델
- MRG-8000G-1AJF
- MRG-8000RG-1AJF
- MRG-8100G-1AJR
- MRG-8100R-1AJR
- Go Green Project: G5600GR-7, G6900GR-3, G2300GR-3

### 오리지널 모델/스퀘어
- DW-5000
- DW-5200
- DW-5600C
- DW-5600E
- DW-5600MS
- DW-5600HR
- GW-5000
- GW-5035A
- GW-5600
- GW-5610

### 빈티지/클래식 모델
- DW-5700
- DW-5800
- DW-5900
- DW-6000
- DW-6100
- DW-6200
- DW-6500
- DW-6600
- DW-6900
- DW-8200
- DW-8400 (Mudman)
- DW-8600
- DW-564300
- DW-9000
- DW-9050
- DW-9051
- DW-9052
- DW-9052V
- DW-9400
- DW-9500
- DW-9600
- GL-7200
- GLS-6900
- GLX-5600
- GLX-6900
- DW-001
- DW-002
- DW-003

## 같이 보기
- 카시오